# UCI-Mountainbike-Weltcup 2009
Beim UCI-Mountainbike-Weltcup 2009 wurden durch die Union Cycliste Internationale Weltcup-Sieger im Cross-Country, im Downhill und im Four Cross ermittelt.
Insgesamt wurden je Disziplin acht Wettbewerbe ausgetragen.

## Cross-Country

### Frauen Elite
| Rnd | Datum         | Ort              | Erste             | Zweite               | Dritte            |
| --- | ------------- | ---------------- | ----------------- | -------------------- | ----------------- |
| 1   | 11. April     | Pietermaritzburg | Elisabeth Osl     | Irina Kalentieva     | Lene Byberg       |
| 2   | 26. April     | Offenburg        | Ren Chengyuan     | Margarita Fullana    | Lene Byberg       |
| 3   | 3. Mai        | Houffalize       | Margarita Fullana | Catharine Pendrel    | Ren Chengyuan     |
| 4   | 24. Mai       | Madrid           | Margarita Fullana | Marie-Hélène Prémont | Lene Byberg       |
| 5   | 26. Juli      | Mont Sainte-Anne | Catharine Pendrel | Irina Kalentieva     | Kateřina Nash     |
| 6   | 2. August     | Bromont          | Lene Byberg       | Irina Kalentieva     | Catharine Pendrel |
| 7   | 13. September | Champéry         | Elisabeth Osl     | Anna Szafraniec      | Lene Byberg       |
| 8   | 19. September | Schladming       | Elisabeth Osl     | Lene Byberg          | Catharine Pendrel |

Gesamtwertung
| Platz | Name                 | Punkte |
| ----- | -------------------- | ------ |
| 1.    | Elisabeth Osl        | 1440   |
| 2.    | Lene Byberg          | 1325   |
| 3.    | Catharine Pendrel    | 1135   |
| 4.    | Irina Kalentieva     | 1070   |
| 5.    | Margarita Fullana    | 912    |
| 6.    | Marie-Hélène Prémont | 813    |

### Männer Elite
| Rnd | Datum         | Ort              | Erster               | Zweiter              | Dritter                |
| --- | ------------- | ---------------- | -------------------- | -------------------- | ---------------------- |
| 1   | 11. April     | Pietermaritzburg | José Antonio Hermida | Julien Absalon       | Burry Stander          |
| 2   | 26. April     | Offenburg        | Julien Absalon       | Wolfram Kurschat     | Jean-Christophe Péraud |
| 3   | 3. Mai        | Houffalize       | Julien Absalon       | Wolfram Kurschat     | Ralph Näf              |
| 4   | 24. Mai       | Madrid           | Julien Absalon       | Ralph Näf            | Moritz Milatz          |
| 5   | 26. Juli      | Mont Sainte-Anne | Julien Absalon       | José Antonio Hermida | Geoff Kabush           |
| 6   | 2. August     | Bromont          | Geoff Kabush         | José Antonio Hermida | Ralph Näf              |
| 7   | 13. September | Champéry         | Burry Stander        | Julien Absalon       | Ralph Näf              |
| 8   | 19. September | Schladming       | José Antonio Hermida | Rubén Ruzafa         | Mathias Flückiger      |

Gesamtwertung
| Platz | Name                 | Punkte |
| ----- | -------------------- | ------ |
| 1.    | Julien Absalon       | 1472   |
| 2.    | José Antonio Hermida | 1190   |
| 3.    | Burry Stander        | 1166   |
| 4.    | Ralph Näf            | 970    |
| 5.    | Nino Schurter        | 859    |
| 6.    | Wolfram Kurschat     | 796    |

## Downhill

### Frauen Elite
| Rnd | Datum         | Ort              | Erste           | Zweite         | Dritte          |
| --- | ------------- | ---------------- | --------------- | -------------- | --------------- |
| 1   | 12. April     | Pietermaritzburg | Tracy Moseley   | Emmeline Ragot | Sabrina Jonnier |
| 2   | 10. Mai       | La Bresse        | Sabrina Jonnier | Tracy Moseley  | Myriam Nicole   |
| 3   | 17. Mai       | Vallnord         | Sabrina Jonnier | Emmeline Ragot | Tracy Moseley   |
| 4   | 7. Juni       | Fort William     | Sabrina Jonnier | Emmeline Ragot | Céline Gros     |
| 5   | 21. Juni      | Maribor          | Sabrina Jonnier | Emmeline Ragot | Floriane Pugin  |
| 6   | 25. Juli      | Mont Sainte-Anne | Sabrina Jonnier | Emmeline Ragot | Tracy Moseley   |
| 7   | 1. August     | Bromont          | Sabrina Jonnier | Floriane Pugin | Mio Suemasa     |
| 8   | 20. September | Schladming       | Tracy Moseley   | Floriane Pugin | Céline Gros     |

Gesamtwertung
| Platz | Name            | Punkte |
| ----- | --------------- | ------ |
| 1.    | Sabrina Jonnier | 1767   |
| 2.    | Tracy Moseley   | 1355   |
| 3.    | Emmeline Ragot  | 1335   |
| 4.    | Floriane Pugin  | 1114   |
| 5.    | Céline Gros     | 1010   |
| 6.    | Mio Suemasa     | 950    |

### Männer Elite
| Rnd | Datum         | Ort              | Erster       | Zweiter           | Dritter           |
| --- | ------------- | ---------------- | ------------ | ----------------- | ----------------- |
| 1   | 12. April     | Pietermaritzburg | Greg Minnaar | Michael Hannah    | Steve Peat        |
| 2   | 10. Mai       | La Bresse        | Steve Peat   | Samuel Hill       | Michael Hannah    |
| 3   | 17. Mai       | Vallnord         | Steve Peat   | Gee Atherton      | Greg Minnaar      |
| 4   | 7. Juni       | Fort William     | Greg Minnaar | Samuel Hill       | Samuel Blenkinsop |
| 5   | 21. Juni      | Maribor          | Fabien Barel | Samuel Hill       | Greg Minnaar      |
| 6   | 25. Juli      | Mont Sainte-Anne | Samuel Hill  | Steve Peat        | Aaron Gwin        |
| 7   | 1. August     | Bromont          | Greg Minnaar | Fabien Barel      | Samuel Hill       |
| 8   | 20. September | Schladming       | Samuel Hill  | Samuel Blenkinsop | Greg Minnaar      |

Gesamtwertung
| Platz | Name           | Punkte |
| ----- | -------------- | ------ |
| 1.    | Samuel Hill    | 1469   |
| 2.    | Greg Minnaar   | 1349   |
| 3.    | Steve Peat     | 1258   |
| 4.    | Gee Atherton   | 1166   |
| 5.    | Michael Hannah | 990    |
| 6.    | Justin Leov    | 838    |

## Four Cross

### Frauen Elite
| Rnd | Datum         | Ort              | Erste             | Zweite            | Dritte            |
| --- | ------------- | ---------------- | ----------------- | ----------------- | ----------------- |
| 1   | 11. April     | Pietermaritzburg | Anneke Beerten    | Fionn Griffiths   | Romana Labounková |
| 2   | 2. Mai        | Houffalize       | Jill Kintner      | Jana Horáková     | Anneke Beerten    |
| 3   | 16. Mai       | Vallnord         | Fionn Griffiths   | Anneke Beerten    | Jana Horáková     |
| 4   | 6. Juni       | Fort William     | Jill Kintner      | Caroline Buchanan | Fionn Griffiths   |
| 5   | 20. Juni      | Maribor          | Caroline Buchanan | Melissa Buhl      | Anneke Beerten    |
| 6   | 25. Juli      | Mont Sainte-Anne | Anneke Beerten    | Fionn Griffiths   | Joanna Petterson  |
| 7   | 1. August     | Bromont          | Fionn Griffiths   | Anneke Beerten    | Jill Kintner      |
| 8   | 19. September | Schladming       | Anneke Beerten    | Anita Molcik      | Katy Curd         |

Gesamtwertung
| Platz | Name              | Punkte |
| ----- | ----------------- | ------ |
| 1.    | Anneke Beerten    | 580    |
| 2.    | Fionn Griffiths   | 400    |
| 3.    | Jill Kintner      | 400    |
| 4.    | Melissa Buhl      | 235    |
| 5.    | Jana Horáková     | 205    |
| 6.    | Caroline Buchanan | 185    |

### Männer Elite
| Rnd | Datum         | Ort              | Erster         | Zweiter         | Dritter            |
| --- | ------------- | ---------------- | -------------- | --------------- | ------------------ |
| 1   | 11. April     | Pietermaritzburg | Jared Graves   | Michal Prokop   | Rafael Álvarez     |
| 2   | 2. Mai        | Houffalize       | Jared Graves   | Dan Atherton    | Roger Rinderknecht |
| 3   | 16. Mai       | Vallnord         | Joost Wichman  | Luke Madill     | Jared Graves       |
| 4   | 6. Juni       | Fort William     | Jared Graves   | Romain Saladini | Lukas Mechura      |
| 5   | 20. Juni      | Maribor          | Joost Wichman  | Jared Graves    | Roger Rinderknecht |
| 6   | 25. Juli      | Mont Sainte-Anne | Jared Graves   | Rafael Álvarez  | Tomáš Slavík       |
| 7   | 1. August     | Bromont          | Mitch Ropelato | Dan Atherton    | Jared Graves       |
| 8   | 19. September | Schladming       | Jared Graves   | Romain Saladini | Johannes Fischbach |

Gesamtwertung
| Platz | Name               | Punkte |
| ----- | ------------------ | ------ |
| 1.    | Jared Graves       | 802    |
| 2.    | Joost Wichman      | 551    |
| 3.    | Romain Saladini    | 431    |
| 4.    | Roger Rinderknecht | 378    |
| 5.    | Dan Atherton       | 341    |
| 6.    | Michal Prokop      | 270    |